# Maquette en carton
La maquette en carton utilise le papier et le carton, matériaux faciles à mettre en œuvre, pour réaliser des objets divers (cartonnage) comme les maquettes.
Pour cela, il faut réaliser sur les feuilles de papier ou carton, le « développement plan » de l'objet à construire : c'est en quelque sorte le patron 2D de l'objet 3D qui est assimilé à un assemblage de surfaces développables.

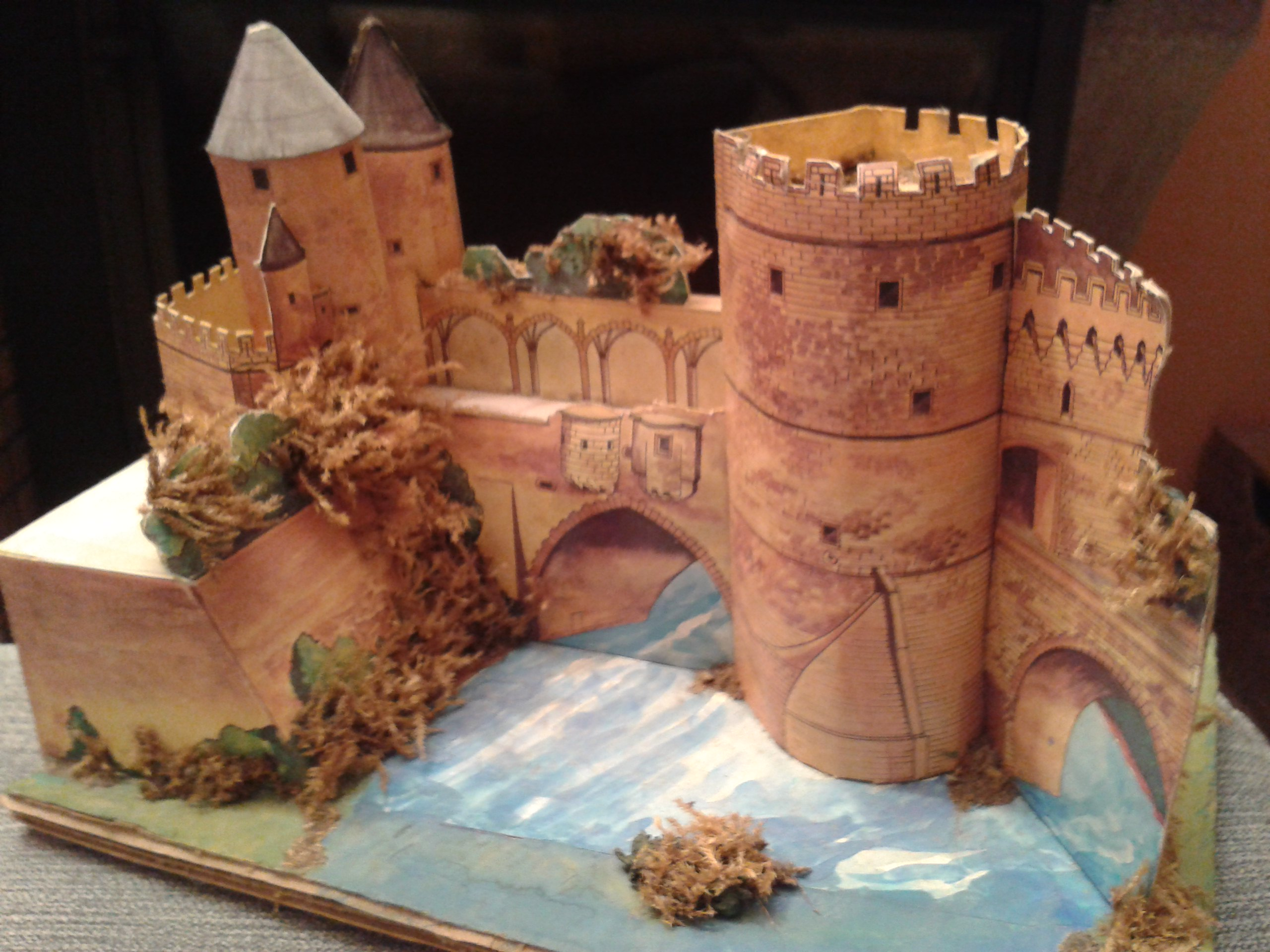
Maquette de la porte des Allemands : modèle à monter offert dans un magazine de Metz dans les années 1980, améliorations à la gouache et apport de mousses naturelles (collection personnelle).

Le patron sera ensuite découpé et l'objet sera obtenu par pliage et assemblage (en général collage). Ce type de modèle est fréquemment appelé découpage ou construction en carton. Les termes anglais papercraft ou cardmodel sont parfois utilisés.

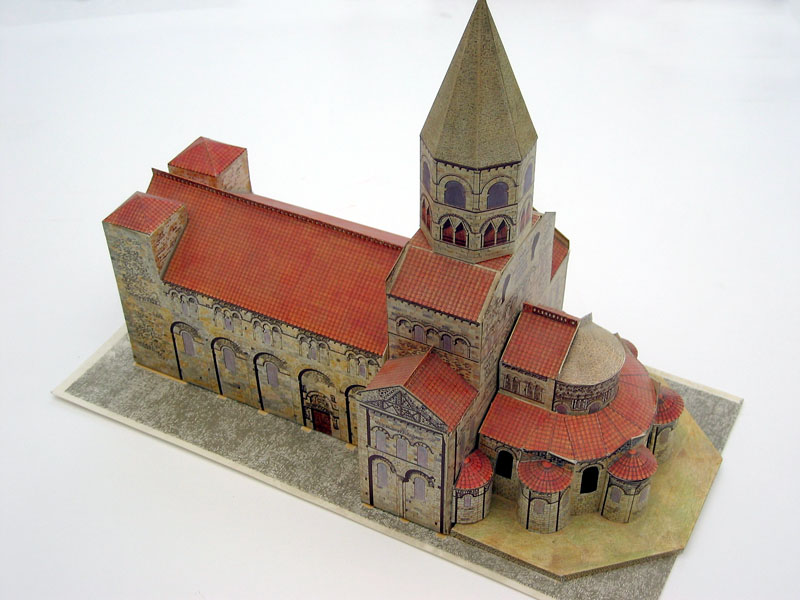
Maquette de la basilique Notre-Dame-du-Port, Édition Tomis, 1986.

## Historique
Il semble que l'un des premiers modèles connu soit un crucifix allemand du XVIe siècle. Mais ce type de construction a connu une très forte extension à la fin du XIXe siècle sous forme de lithographies diffusées par des imprimeurs/éditeurs européens et en particulier allemands.
En France, ce sont des éditeurs d'images populaires comme Jean Frédéric Wentzel, imprimeur à Wissembourg et Charles Nicolas Pellerin, imprimeur à Épinal, qui lancèrent vers 1850 ce type de jouets.
L'Imagerie d'Épinal publia ainsi plusieurs collections de modèles à découper dont « Le Petit Architecte », les « Grandes Constructions » sur des formats 39 × 49 cm, les « Moyennes Constructions » et les « Petites Constructions ». De 1880 à 1908, ce sont ainsi plusieurs centaines de modèles qui furent édités avec pour sujets l'architecture (collection de l'Exposition Universelle de 1900), les costumes (« Personnages à l'aspect complet »), des véhicules divers, navires et avions.
Parallèlement, les théâtres de papier, considérés comme le « théâtre chez soi » et qui sont presque toujours des constructions en carton, connurent également un large succès dans toute l'Europe.
Ce mode d'expression et de construction se développa et perdura un peu partout dans le monde jusqu'à la Seconde Guerre mondiale. De l'Europe au Japon en passant par les États-Unis et le Canada, les éditeurs furent assez nombreux avec des modèles de qualités diverses. Certains modèles pour enfants étaient des jouets économiques sans prétention de modélisme alors que d'autres, très complets et complexes à monter, étaient de véritables maquettes. Dans cette catégorie, on peut placer les maquettes Ingenia en France, les maquettes J. F. Schreiber en Allemagne.
Pendant la Seconde Guerre mondiale et dans les années qui suivirent, compte tenu du manque de moyens et de matières premières, la maquette en carton fut un loisir très prisé. Une collection remarquable est celle des Micromodels éditée au Royaume-Uni dès 1941, dont chaque modèle était imprimé sur quelques petites cartes de 13 x 9 cm et qui, une fois construit, tenait dans une boîte à cigares. La collection ne comportait pas moins de 120 modèles avec des sujets classiques (architecture, avions, trains, autos, navires).
L'apparition de la maquette en plastique dans les années 1950, plus facile à monter, et souvent plus fidèle, mit un terme au développement de la maquette en carton dans la plupart des pays, dont la France.
Néanmoins, elle perdura dans certains pays :
- dans les pays de l'ex bloc soviétique (Hongrie, Pologne, Allemagne de l'Est, etc.), par mesures d'économie de matières premières ;
- en Allemagne de l'Ouest avec des éditeurs extrêmement actifs ;
- au Japon, cela s'appelle le pepakura (ペパクラ?), sans doute par goût des pliages en papier (cf. origami).

Dans d'autres pays comme la France, l'Italie ou l'Espagne, quelques éditeurs ont subsisté, d'autres ont disparu. Généralement, ceux qui sont restés sont spécialisés sur un type de sujet comme l'architecture (Domus en Italie, Merino en Espagne, L'Instant Durable en France).
L'informatique graphique développée sur ordinateur personnel et Internet sont en train de totalement bouleverser ce loisir. En effet, un modèle à construire n'est rien d'autre qu'un ensemble de pages à imprimer sur papier fort ou carton : il se résume à un fichier que l'on peut stocker, transmettre sans difficulté et imprimer autant de fois qu'il est nécessaire.
Pour la maquette classique, le coût de réalisation du modèle prêt à imprimer, l'impression elle-même en couleurs sur un papier adapté, le stockage et le transport de planches de grandes dimensions étaient loin d'être faciles et donc coûteux.
Au contraire, la conception, l'impression et le stockage d'une planche de maquette à l'aide d'un logiciel graphique adapté ne présente plus aucune de ces difficultés.

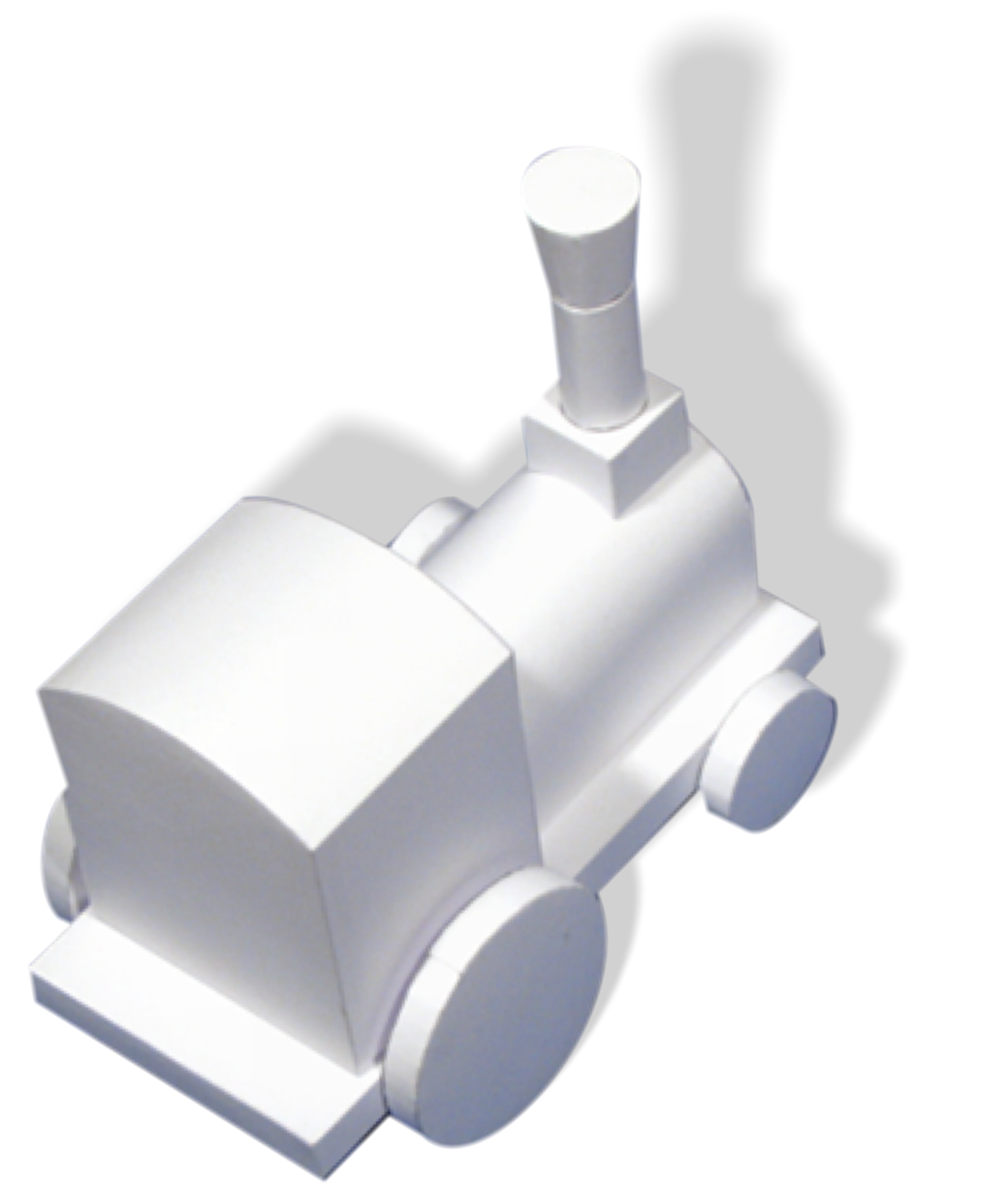
Maquette de locomotive à vapeur en papier.

De plus, la démocratisation des imprimantes et la diversité des papiers disponibles, tant en qualité d'impression que variété de grammage, ouvrent cette activité de loisir créatif au plus grand nombre.
Encore utilisée de nos jours par les architectes, la maquette est le meilleur mode d'apprentissage et de développement de la représentation mentale en 3D. La conception d'objets papier en 3D, la décomposition en formes élémentaires, la détermination de leurs dimensions, de leurs développés et de leurs intersections conduisent à des applications pratiques de la géométrie. La réalisation des maquettes en papier ou carton devient ainsi la démonstration par l'exemple des mathématiques dans un cadre ludique.
Grâce à tous ces développements, la maquette en papier/carton devient une activité de loisir autonome qui peut allier informatique appliquée, mathématiques, créativité, imagination et habileté manuelle, ou simplement se limiter à la réalisation des milliers de planches disponibles.